# زواج المثليين في بونير وسينت أوستاتيوس وسابا

القوانين المتعلقة بالمثلية الجنسية في جزر الأنتيل الصغرى.
زواج المثليين
الاعتراف بزواج المثليين المنعقد في الخارج فقط، دون الاعتراف بعقده في الداخل
شكل آخر من أشكال الاعتراف القانوني
لا اعتراف، أو غير معروف
المثلية الجنسية غير قانونية، لكن القانون لايتم تطبيقه
المثلية الجنسية غير قانونية

أصبح زواج المثليين قانوني في بونير، سينت أوستاتيوس وسابا، بعد دخول قانون تمكين الأزواج المثليين من الزواج هناك حيز التنفيذ في 10 أكتوبر 2012. تم اقتراح تغيير القانون المدني لمنطقة الجزر الكاريبية الهولندية (بالهولندية: Burgerlijk wetboek BES) من قبل مجلس النواب الهولندي بدلاً من الحكومة نفسها (التي فضلت التفاوض على التغيير مع الجزر أولاً). كانت القضية مثيرة للجدل للغاية في الجزر، بسبب لأن العديد من الناس يعارضون مبدأ القانون وبسبب مايظهر على أنه «استعمار جديد» من هولندا بفرض مثل هذا القانون على بلدياتها في الخارج.
تم الاحتفال بأول زواج مثلي في سابا في 4 ديسمبر 2012 بين رجل هولندي وفنزويلي، يقيم كلاهما في أروبا. تم الاحتفال بأول زواج مثلي في بونير في مايو 2013.
تم الاعتراف قانونًا في الجزر بزواج المثليين والشراكة المسجلة التي أجريت في أماكن أخرى منذ عام 2011. ولضمان تمتع الأزواج المثليين بحقوق مماثلة، تنطبق أحكام القانون المدني الهولندي (بدلاً من القانون المدني للجزر الكاريبية الهولندية) على حالات زواج المثليين التي تتم خارج الجزر منذ 1 يناير 2011.